# Pallacanestro maschile ai XVII Giochi dei piccoli stati d'Europa
La pallacanestro maschile ai XVI Giochi dei piccoli stati d'Europa si è svolta dal 30 maggio al 3 giugno 2015 a San Marino: al torneo hanno partecipato sei squadre nazionali europee di stati con meno di un milione di abitanti.

## Regolamento
Le squadre hanno disputato una fase unica con la formula del girone all'italiana.

## Squadre partecipanti
| Squadra     | Qualificazione      | Ultima partecipazione |
| ----------- | ------------------- | --------------------- |
| San Marino  | Paese organizzatore | Lussemburgo 2013      |
| Andorra     | -                   | Islanda 2015          |
| Cipro       | -                   | Lussemburgo 2013      |
| Islanda     | -                   | Islanda 2015          |
| Lussemburgo | -                   | Islanda 2015          |
| Montenegro  | -                   | Islanda 2015          |

## Torneo

### Risultati
| Serravalle 30 maggio 2017, ore 10:00 | Montenegro | 79 – 57 (22-13, 22-23, 16-14, 18-9) | Lussemburgo |  |

| Serravalle 30 maggio 2017, ore 15:00 | Islanda | 57 – 71 (16-18, 11-22, 19-13, 11-18) | Cipro |  |

| Serravalle 30 maggio 2017, ore 20:00 | Andorra | 84 – 69 (27-14, 26-22, 18-17, 13-16) | San Marino |  |

| Serravalle 31 maggio 2017, ore 12:30 | Cipro | 74 – 70 (19–18, 23–22, 20–12, 12–18) | Lussemburgo |  |

| Serravalle 31 maggio 2017, ore 17:30 | Andorra | 49 – 90 (22–27, 8–24, 13–21, 6–18) | Montenegro |  |

| Serravalle 31 maggio 2017, ore 20:00 | San Marino | 53 – 95 (14–15, 10–26, 11–23, 18–31) | Islanda |  |

| Serravalle 1 giugno 2017, ore 12:30 | Cipro | 81 – 71 (25–12, 13–26, 18–17, 25–16) | Montenegro |  |

| Serravalle 1 giugno 2017, ore 15:00 | Andorra | 83 – 81 (28–26, 21–22, 11–15, 23–18) | Islanda |  |

| Serravalle 1 giugno 2017, ore 20:00 | Lussemburgo | 99 – 44 (29–15, 17–18, 22–5, 31–6) | San Marino |  |

| Serravalle 2 giugno 2017, ore 15:00 | Cipro | 76 – 65 (15–14, 18–21, 22–15, 21–15) | Andorra |  |

| Serravalle 2 giugno 2017, ore 17:30 | Lussemburgo | 76 – 83 (25–13, 16–22, 23–28, 9–23) | Islanda |  |

| Serravalle 2 giugno 2017, ore 20:00 | San Marino | 37 – 100 (14–27, 6–29, 8–29, 9–15) | Montenegro |  |

| Serravalle 3 giugno 2017, ore 10:00 | Lussemburgo | 98 – 84 (24–23, 21–22, 20–28, 33–11) | Andorra |  |

| Serravalle 3 giugno 2017, ore 12:30 | Cipro | 100 – 63 (17–16, 23–9, 28–21, 32–17) | San Marino |  |

| Serravalle 3 giugno 2017, ore 15:00 | Islanda | 81 – 68 (15–17, 16–23, 12–25, 18–21) | Montenegro |  |

### Classifica
| Pos.    | Squadra     | Pt | G | V | P | PF  | PS  | DP   |
| ------- | ----------- | -- | - | - | - | --- | --- | ---- |
| Oro     | Cipro       | 10 | 5 | 5 | 0 | 402 | 326 | +76  |
| Argento | Montenegro  | 9  | 5 | 4 | 1 | 426 | 285 | +141 |
| Bronzo  | Islanda     | 7  | 5 | 2 | 3 | 380 | 366 | +14  |
| 4.      | Lussemburgo | 7  | 5 | 2 | 3 | 397 | 367 | +30  |
| 5.      | Andorra     | 7  | 5 | 2 | 3 | 365 | 414 | -49  |
| 6.      | San Marino  | 5  | 5 | 0 | 5 | 266 | 478 | -212 |